# Clapton Football Club
Il Clapton Football Club è un club calcistico inglese di Londra, con sede nel quartiere di Forest Gate, alla periferia est della capitale inglese.

## Storia
Il club venne fondato nel 1877 con il nome di Downs Football Club, adottando la sua denominazione attuale l'anno seguente. Nella stagione 1888-1889 esordisce in FA Cup, perdendo per 1-0 in casa contro il Chatham nel terzo turno di qualificazione (che peraltro era anche l'esordio assoluto del club in questo torneo). Nel 1890, sconfiggendo per 7-0 ad Anversa una selezione di giocatori locali, il Clapton Football Club divenne il primo club inglese a giocare una partita di calcio al di fuori del Regno Unito. Nel 1894 fu inoltre tra i membri fondatori (insieme a Southampton, Luton Town, Millwall e Reading) della Southern Football League, che all'epoca di fatto era un campionato parallelo alle due divisioni gestite dalla Football League. Nel 1896, dopo due stagioni consecutive in questa lega, il Clapton decise di lasciarla in quanto molti dei club che ne facevano parte erano nel frattempo diventati professionisti. Nel 1905, dopo aver raggiunto per la prima volta nella sua storia la finale di FA Amateur Cup (trofeo che peraltro in seguito tra il 1907 ed il 1925 vincerà in cinque occasioni), è tra i membri fondatori della Isthmian League, che di fatto sarà per anni (fino alla nascita della Alliance Football League nel 1979) una delle principali leghe calcistiche inglesi al di fuori della Football League (insieme alla già citata Southern Football League e, in seguito, alla Northern Premier League). Nella sua prima stagione in questa lega, nella quale all'epoca era per ragioni ideologiche proibita qualunque forma di professionismo o anche semiprofessionismo, il Clapton conquista un secondo posto; in seguito, vincerà il campionato nella stagione 1910-1911 e nella stagione 1922-1923. In generale, dalla fondazione della Isthmian League fino alla metà degli anni'20 il club vive il miglior periodo della sua storia: tra il 1905 ed il 1925 gioca infatti come già detto in totale sei finali di FA Amateur Cup vincendone cinque e vince due volte la Isthmian League, campionato in cui tra il 1906 ed il 1926 (anno in cui raggiunge anche il terzo turno della FA Cup, ovvero il miglior risultato della sua storia in questa competizione, nel quale viene eliminato con il punteggio di 3-2 dallo Swindon Town in una partita giocata al Boleyn Ground, stadio di casa del West Ham Utd distante poche centinaia di metri dallo stadio del Clapton, di fronte ad un pubblico di 27000 spettatori) conquista anche quattro secondi posti e tre terzi posti, l'ultimo dei quali nella stagione 1925-1926. Negli anni seguenti, pur militando ininterrottamente in questa categoria fino al termine della stagione 1972-1973, il club ottiene sempre risultati relativamente mediocri: in quaranta stagioni (tutte quelle tra il 1926 ed il 1973 con la pausa bellica tra il 1939 ed il 1946 in cui non si erano disputati i normali campionati ufficiali per via della seconda guerra mondiale) trascorse un campionato con un numero di partecipanti variato negli anni tra le 14 e le 22 squadre, infatti, arriva tra le prime dieci in classifica solamente sei volte (un sesto, un settimo e quattro ottavi posti); in questi anni il Clapton riesce inoltre ad accedere per tre volte al tabellone principale della FA Cup, venendo in tutte e tre le occasioni eliminato al primo turno (dal Brentford dopo un replay nella FA Cup 1926-1927, dal Luton Town nella FA Cup 1927-1928 e dal QPR dopo un replay nella FA Cup 1957-1958), risultato che prima del 1925 aveva raggiunto in altre due occasioni (rispettivamente nella FA Cup 1890-1891 e nella FA Cup 1891-1892). Tra il 1973 ed il 1982 trascorre invece nove stagioni consecutive nella Isthmian League Division One (categoria immediatamente inferiore alla Isthmian League, creata nel 1973), mentre nella stagione 1982-1983 è in Division Two, campionato che però vince, trascorrendo quindi due stagioni in Division One fino al 1985, quando retrocede nuovamente in Division Two (campionato che a partire dall'introduzione di un formale meccanismo di promozioni e retrocessioni da e per i campionati della Football League, ovvero dal 1987, diventa formalmente l'ottava divisione inglese). Gioca poi in questa categoria fino al 2006, quando retrocede in Essex Senior League (nona divisione), categoria nella quale dal 2006 in poi ha militato ininterrottamente, conquistandovi anche un secondo posto nella stagione 2016-2017.

## Stadio
Dopo aver cambiato tre stadi nei suoi primi dieci anni di vita, dal 1877 al 2019 il Clapton ha giocato ininterrottamente per 142 anni al The Old Spotted Dog Ground (con l'eccezione di circa metà delle partite della stagione 2001-2002, in cui l'impianto era in ristrutturazione). Il 17 settembre 2019 l'affitto dell'impianto è stato invece concesso al Clapton Community, club fondato nel 2018 da ex tifosi del Clapton F.C. (che ne detengono la proprietà mediante azionariato popolare) in seguito a divergenze con la proprietà del Clapton F.C. e militante in Middlesex Senior League (undicesima divisione). Nelle stagioni 2019-2020 e 2020-2021 il Clapton F.C. ha quindi giocato in affitto in altri impianti condivisi con altri club, prima a Southend-on-Sea e poi a Plaistow.

## Calciatori
I seguenti calciatori del Clapton hanno giocato nella nazionale inglese durante la loro militanza nel club:
- William Bryant (1 presenza)
- Stan Earle (1 presenza)
- Vivian Gibbins (2 presenze)

Altri calciatori del Clapton ad aver giocato in nazionale durante la loro permanenza in squadra sono Sam Gillam (che giocò la sua quinta ed ultima presenza in carriera con la nazionale gallese nel 1894), Roger Evans (che nel 1902 giocò la sua unica partita nella nazionale gallese mentre era tesserato dal Clapton) e Craig Heskey, che ha giocato nella nazionale Under-20 di Antigua e Barbuda.

## Palmarès[1]

### Competizioni nazionali
- Isthmian League: 2

1910-1911, 1922-1923
- Isthmian League Division Two: 1

1982-1983
- FA Amateur Cup: 5

1906–1907, 1908–1909, 1914–1915, 1923–1924, 1924–1925

### Competizioni regionali
- London Senior Cup: 3

1888–1889, 1908–1909, 1910–1911
- London Charity Cup: 5

1898–1899, 1899–1900, 1901–1902, 1902–1903, 1923–1924
- Essex Senior Cup: 5

1890–1891, 1924–1925, 1925–1926, 1954–1955, 1983–1984
- Middlesex Senior Cup: 1

1888-1889
- Essex Senior Trophy: 1

1988-1989
- Essex Thames Side Trophy: 2

1982-1983, 1983-1984

## Statistiche e record
- Miglior risultato in FA Cup: Terzo turno (1925-1926)
- Miglior risultato in FA Trophy: Secondo turno di qualificazione (1980-1981, 1983-1984)
- Miglior risultato in FA Vase: Terzo turno (2020-2021)

## Tifosi
Nel 2012 è stato fondato un gruppo dal nome Clapton Ultras, basato sul modello di tifo organizzato presente in altri Paesi europei (da cui lo stesso nome "Ultras"), composto da ex tifosi di altri club di serie maggiori disillusi dallo sviluppo commerciale che stavano seguendo i loro club e le competizioni in cui essi militavano, da immigrati nell'East End londinese e, più in generale, da persone che si riconoscono in ideali di lotta alla discriminazione ed antifascisti. Grazie alla presenza di questo gruppo, la media spettatori del Clapton è salita dai 20 spettatori di media a partita della stagione 2011-2012 a 355 spettatori di media a partita nella stagione 2015-2016, nella quale la partita con meno spettatori (131) del Clapton aveva comunque un pubblico maggiore della media di qualunque altro club nella medesima categoria (la seconda affluenza più alta era costituita dai 94 spettatori di media del Basildon United).
Per l'inizio della stagione 2015-2016, essendo trapelata la notizia che per ragioni economiche il Clapton F.C. non avrebbe più schierato una formazione riserve ed una formazione Under-18, i Clapton Ultras fondarono un nuovo club dilettantistico, il Downs Football Club (in omaggio alla prima denominazione del Clapton F.C.), per consentire ai giocatori rimasti esclusi da queste squadre di continuare a giocare e, più in generale, per favorire lo sviluppo del calcio anche a livello amatoriale nel quartiere. Successivamente nel 2018 il Clapton Community è stato fondato proprio da questo stesso gruppo di tifosi: il nuovo club ha continuato ad avere un'affluenza nell'ordine di grandezza delle centinaia di spettatori, mentre il Clapton F.C. è tornato su livelli di affluenza confrontabili con quelli precedenti alla nascita del gruppo (dal 2018 in poi l'affluenza media più alta è stata costituita dai 48 spettatori di media a partita nella stagione 2018-2019 e l'affluenza minima dai 33 spettatori di media a partita della stagione 2019-2020.